# عوارية
العوار العيب يصيب الشيء، والعوارية هي البضاعة التي أصابها ماء البحر فنقصت بذلك قيمتها. العوارية العامة أو المشتركة هي كل ما ينتج من أضرار وهلاك أشياء ونفقات أقدم عليها الربان قصدا للمنفعة المشتركة ومجابهة لخطر تعرضت له الرحلة البحرية. وهذه الخسائر مشتركة بين مجهز السفينة والشاحنين يتكلفونها جميعا وتوزع أعبائها لما فيه من فائدة عامة عليهم. العوارية الخاصة هي الخسارة التي يتحملها من تصيبه. مثل هذه الخسائر الأضرار التي قد تصيب البضائع المشحونة بسبب عيب خاص فيها أو السفينة بسبب خطأ من الربان.